# 然那哇縣
然那哇縣是泰國首都曼谷轄下的50个区之一。然那哇縣總面積16.662平方公里。根據泰國官方於2017年所作的人口調查數據顯示：居住於然那哇縣的總人口數量為78797人。
利比亞駐泰國大使館即位於然那哇縣。